# Ray Charles
Ray Charles Robinson (Albany, Georgia, 23 september 1930 – Beverly Hills, 10 juni 2004) was een Amerikaanse zanger, songwriter, pianist en componist. Door vrienden en medemuzikanten werd hij vaak "Brother Ray" genoemd. Ook werd hij bekend onder de bijnaam "The Genius". Charles was tijdens zijn kinderjaren blind geworden, mogelijk door glaucoom.
Charles was een pionier in het soulmuziekgenre in de jaren vijftig door blues, jazz, rhythm-and-blues en gospel te combineren in de muziek die hij opnam voor Atlantic. Hij droeg bij aan de integratie van countrymuziek, rhythm-and-blues en popmuziek in de jaren 1960 met zijn crossover-succes op ABC Records, met name met zijn twee Modern Sounds-albums. Charles was een van de eerste zwarte muzikanten die artistiek gezien de vrije hand kreeg bij een groot platenlabel.
Charles' hit uit 1960 "Georgia On My Mind" was de eerste van drie nummer 1-hits die hij zou scoren in de Billboard Hot 100. Zijn album Modern Sounds In Country And Western Music uit 1962 werd zijn eerste album dat bovenaan de Billboard 200 stond. Charles bereikte met vele singles Billboard-hitlijsten: 44 stonden er in de Amerikaanse R & B-singles-hitlijst, 11 in de Hot 100-singles-hitlijst en 2 in de Hot Country-singles-hitlijsten.
Charles noemde Nat King Cole als de zanger die de meeste invloed had op zijn stijl, maar zijn muziek werd ook beïnvloed door Louis Jordan en Charles Brown. Hij had een levenslange vriendschap en af en toe samenwerking met Quincy Jones. Frank Sinatra noemde Ray Charles "de enige echte genie in showbusiness", maar Charles vond dit overdreven. Billy Joel zei: "Dit klinkt misschien als heiligschennis, maar ik denk dat Ray Charles belangrijker was dan Elvis Presley".
Voor zijn prestaties op muzikaal gebied ontving Charles de Kennedy Center Honors, de National Medal of Arts en de Polar Music Prize. Hij won 17 Grammy Awards, waaronder 5 postuum. Charles werd in 1987 geëerd met de Grammy Lifetime Achievement Award en 10 van zijn opnames zijn opgenomen in de Grammy Hall of Fame. Rolling Stone plaatste Charles nr. 10 op hun lijst van de 100 grootste artiesten aller tijden en nr. 2 op hun lijst van de 100 grootste zangers aller tijden.

## Ontwikkeling
In de jaren 1950 vermengde Charles blues en rhythm-and-blues met elementen uit de religieuze gospelmuziek, daarin speelt zowel krachtige pianobegeleiding als een vrouwenkoor een prominente rol. Zo was Ray Charles, meestal begeleid door een groep zangeressen (The Raelettes), een vroege soulartiest met nummers als I Got a Woman, The Night Time Is the Right Time en What'd I Say. Ook jazz had een plaats in zijn repertoire. Tijdens concerten werd de zanger vaak begeleid door een bigband.
In 1960 volgde een verandering van stijl: violen en popsongs deden hun intrede. De blues en rhythm-and-blues hadden afgedaan. Ray Charles scoorde enkele grote hits met Hit the Road Jack en I Can't Stop Loving You. Notoir is zijn nummer Busted dat hij schreef nadat hij een jaar in de gevangenis gezeten had voor het bezit van heroïne.
In 1980 speelde Ray Charles een kleine rol in de film The Blues Brothers. Zijn muziek was ook in veel andere films te horen.
Ray Charles stierf op 10 juni 2004 op 73-jarige leeftijd, ten gevolge van leverkanker, in zijn huis te Beverly Hills, Californië, in bijzijn van familie en vrienden. Hij is begraven in een mausoleum op Inglewood Park Cemetery in Los Angeles.
Over het leven van Charles is een film gemaakt met in de hoofdrol Jamie Foxx: Ray (2004).
In 1979 werd Charles opgenomen in de Georgia Music Hall of Fame.

## Discografie
| Album met eventuele hitnotering(en) in de Nederlandse Album Top 100 | Datum van verschijnen | Datum van binnenkomst | Hoogste positie | Aantal weken | Opmerkingen |
| ------------------------------------------------------------------- | --------------------- | --------------------- | --------------- | ------------ | ----------- |
| The legend lives                                                    | 1981                  | 22-8-1981             | 5               | 12           |             |
| Genius loves company                                                | 2004                  | 4-9-2004              |                 | 40           |             |
| Ray (soundtrack)                                                    | 2004                  | 12-2-2005             | 8               | 13           |             |

| Album met hitnotering(en) in de Vlaamse Ultratop 200 albums | Datum van verschijnen | Datum van binnenkomst | Hoogste positie | Aantal weken | Opmerkingen |
| ----------------------------------------------------------- | --------------------- | --------------------- | --------------- | ------------ | ----------- |
| Genuis loves company                                        | 2004                  | 11-04-2004            | 2               | 37           |             |
| Ray                                                         | 2005                  | 19-02-2005            | 3               | 16           |             |
| The defenitive Ray Charles                                  | 2005                  | 05-03-2005            | 58              | 5            |             |
| Genius & friends                                            | 2005                  | 08-10-2005            | 69              | 3            |             |

| Single met eventuele hitnotering(en) in de Nederlandse Top 40 | Datum van verschijnen | Datum van binnenkomst | Hoogste positie | Aantal weken | Opmerkingen                   |
| ------------------------------------------------------------- | --------------------- | --------------------- | --------------- | ------------ | ----------------------------- |
| Hit the road Jack                                             | 1961                  | 12-1961               | 20              | 3 M          |                               |
| I Can't Stop Loving You                                       | 1962                  | 8-1962                | 2               | 4 M          |                               |
| You don't know me                                             | 1962                  | 11-1962               | 27              | 1 M          |                               |
| Take these chains from my heart                               | 1963                  | 7-1963                | 13              | 3 M          |                               |
| Busted                                                        | 1963                  | 11-1963               | 25              | 1 M          |                               |
| Crying time                                                   | 1966                  | 26-2-1966             | 12              | 12           |                               |
| Together again                                                | 1966                  | 14-5-1966             | 31              | 4            |                               |
| Here We Go Again                                              | 1967                  | 24-6-1967             | 3               | 14           |                               |
| Yesterday                                                     | 1967                  | 9-12-1967             | 21              | 5            |                               |
| I'll be good to you                                           | 1989                  | 23-12-1989            | tip             |              | met Quincy Jones & Chaka Khan |
| Please (you got that...)                                      | 1994                  | 22-1-1994             | tip             |              | met Inxs                      |

| Single met hitnotering(en) in de Vlaamse Ultratop 50 | Datum van verschijnen | Datum van binnenkomst | Hoogste positie | Aantal weken | Opmerkingen      |
| ---------------------------------------------------- | --------------------- | --------------------- | --------------- | ------------ | ---------------- |
| Hit the road Jack                                    | 1961                  | 01-11-1961            | 13              | 8            |                  |
| I can't stop loving you                              | 1962                  | 01-06-1962            | 1               | 20           |                  |
| You don't know me                                    | 1962                  | 01-09-1962            | 5               | 12           |                  |
| You are my sunshine                                  | 1963                  | 01-01-1963            | 13              | 4            |                  |
| Take these chains from my heart                      | 1963                  | 01-07-1963            | 13              | 8            |                  |
| Busted                                               | 1963                  | 01-11-1963            | 20              | 4            |                  |
| Here we go again                                     | 1967                  | 19-08-1967            | 14              | 2            |                  |
| I'll be good to you                                  | 1990                  | 03-03-1990            | 34              | 1            | met Quincy Jones |

### NPO Radio 2 Top 2000
| Nummers met noteringen in de NPO Radio 2 Top 2000 | '99  | '00  | '01  | '02  | '03  | '04  | '05  | '06  | '07  | '08  | '09  | '10  | '11  | '12  | '13 | '14 | '15  | '16  | '17  | '18  | '19  | '20  |
| ------------------------------------------------- | ---- | ---- | ---- | ---- | ---- | ---- | ---- | ---- | ---- | ---- | ---- | ---- | ---- | ---- | --- | --- | ---- | ---- | ---- | ---- | ---- | ---- |
| Crying Time                                       | 1598 | 1824 | -    | -    | -    | -    | -    | -    | -    | -    | -    | -    | -    | -    | -   | -   | -    | -    | -    | -    | -    | -    |
| Georgia On My Mind                                | 1085 | -    | 1718 | 1952 | 950  | 1102 | 677  | 723  | 990  | 870  | 949  | 927  | 716  | 810  | 840 | 979 | 1239 | 1440 | 1614 | 1591 | 1951 | 1941 |
| Here We Go Again                                  | 1991 | -    | 1970 | -    | -    | -    | -    | -    | -    | -    | -    | -    | -    | -    | -   | -   | -    | -    | -    | -    | -    | -    |
| Hit the Road Jack                                 | -    | -    | -    | -    | -    | -    | -    | -    | -    | -    | -    | -    | -    | -    | -   | -   | 1495 | -    | -    | -    | -    | -    |
| I Can't Stop Loving You                           | 1565 | 1669 | 1787 | 1934 | 1357 | 1352 | 1453 | 1238 | 1258 | 1334 | 1636 | 1721 | 1914 | 1984 | -   | -   | -    | -    | -    | -    | -    | -    |

1. ↑  Een '-' betekent dat het nummer niet was genoteerd en een vetgedrukt getal geeft de hoogste notering van een nummer aan.
2. ↑  Deze tabel is bijgewerkt tot en met de laatste editie (2024).

## Videografie
- O-Genio Live in Brazil, 1963 (dvd, 2005)

- Bibsys: 66634
- Biblioteca Nacional de Chile: 000680784
- Biblioteca Nacional de España: XX852324
- Bibliothèque nationale de France: cb135222524 (data)
- Catàleg d'autoritats de noms i títols de Catalunya: 981060934660906706
- CiNii: DA15919397
- Gemeinsame Normdatei: 118675605
- International Standard Name Identifier: 0000 0001 1431 8819
- Library of Congress Control Number: n50055897
- Nationale Bibliotheek van Letland: 000065583
- MusicBrainz: 2ce02909-598b-44ef-a456-151ba0a3bd70
- National Archives and Records Administration: 10582967
- Bibliotheek van het Japanse parlement: 01008014
- Nationale Bibliotheek van Tsjechië: jo2002105756
- Nationale bibliotheek van Australië: 35817042
- Nationale Bibliotheek van Israël: 987007447433205171
- Nationale Bibliotheek van Polen: a0000002612759
- Nationale en Universitaire bibliotheek Zagreb: 000007019
- Nederlandse Thesaurus van Auteursnamen: 082115311
- Istituto Centrale per il Catalogo Unico: RAVV232240
- LIBRIS: 270597
- SNAC: w6nk3jsn
- Système universitaire de documentation: 029953456
- Trove: 1101009
- Virtual International Authority File: 103647937
- WorldCat: E39PBJcKKtPP4XcgvcPPk8yw4q